# توماس كيوزاك
توماس كيوزاك (بالإنجليزية: Thomas Cusack)‏ هو كاهن كاثوليكي أمريكي، ولد في 22 فبراير 1862 في نيويورك في الولايات المتحدة، وتوفي في 12 أبريل 1918 في ألباني في الولايات المتحدة.